# Tre tända ljus
Tre tända ljus är en låt som skrevs av Patrik Lindqvist (musik) och Keith Almgren (text). Den spelades ursprungligen in av Sannex 1993 som släppte den på en EP med samma namn, som även innehöll låtarna Next Door to an Angel och Ta emot min hand och samma år spelades den in med Keith Almgrens orkester 1993 på albumet Natten är vår. 1994 låg låten även på Sannex album Kärlekens klockor och låten låg i Sannex inspelning på Svensktoppen i två veckor under perioden 26 mars-2 april 1994, med sjätte- respektive niondeplats .
Låten spelades också in av bland annat dansbandet Chiquita, och släpptes på singel 1994 med Ett upp som B-sida samt på samlingsalbumet "Blandat från Höstens melodier" 1995.
En cover på norska; "Tre tente lys", spelades in 1993 av det populära dansbandet Scandinavia (musikgrupp) i Norge, på deras album "Scandinavia 4"

### Fotnoter
1. ↑  ”Svensk mediedatabas”. http://smdb.kb.se/catalog/id/001504591. Läst 25 maj 2011.
2. ↑  ”Svensk mediedatabas”. http://smdb.kb.se/catalog/id/001504173. Läst 25 maj 2011.
3. ↑  ”Svensk mediedatabas”. http://smdb.kb.se/catalog/id/001506612. Läst 25 maj 2011.
4. ↑  Svensktoppen - 1994
5. ↑  ”Svensk mediedatabas”. http://smdb.kb.se/catalog/id/001505907. Läst 25 maj 2011.
6. ↑  ”Svensk mediedatabas”. http://smdb.kb.se/catalog/id/001513305. Läst 25 maj 2011.